# Vinfatens geometri
Vinfatens geometri studerades av Johannes Kepler. År 1612 arbetade Kepler i Linz med ett rent matematiskt problem – hur mycket vin ryms i ett bukigt vinfat?
Vinhandlarna använde vid den tiden diverse tumregler för att omvandla vinfatens yttermått till volyminnehåll. För att få detta noggrannare vidareutvecklade Kepler metoder som funnits sedan antiken. 1615 publicerade Kepler sin "fatregel" ("Fassregel"), i skriften Nova stereometria doliorum vinariorum, "Vinfatens nya rymdgeometri".  Hans resultat kom att bli underlag för fortsatta studier i ämnet av Bonaventura Cavalieri och Evangelista Torricelli.

## Bakgrund
Hur kommer det sig att Johannes Kepler bestämde sig för att göra en matematisk modell av hur mycket vin det finns i ett vinfat? Historien bakom lyder som följer: År 1612 bodde Kepler i Prag med sin familj. När hans hustru dog efter en tids sjukdom, beslöt han att flytta till Österrike, där han fick en lärartjänst i Linz. Där träffade han Susanna Reuttinger, som han senare gifte sig med. När Kepler skulle köpa vin till bröllopet tyckte han att handelsmännen hade ett konstigt sätt att mäta hur mycket vin man fick och skulle betala för. Detta var början på det som skulle leda till boken "Vinfatens nya rymdgeometri," där Keplers metod inte bara används på vinfat utan på 93 olika volymformer.

## Hur mycket vin finns i tunnan?
Handelsmännen i Linz mätte hur mycket vin som fanns i en tunna genom att sticka ner en graderad käpp i tunnan utan att ta hänsyn till tunnans form. Sättet de gjorde detta på var att sticka ner käppen i hålet på sidan av tunnan och föra käppen till kanten där locket och sidan möts. Det vill säga från punkten S till D och det var avståndet d. Kepler tyckte att detta var konstigt sätt att mäta på, då en långsmal tunna kunde kosta lika mycket som en kortbred tunna (se figur 1).

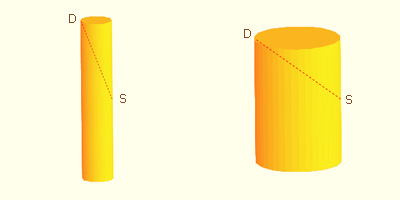
Figur 1. Två tunnor med samma avstånd d

På denna tid var det populärt med de gamla grekernas matematik, speciellt Arkimedes. Kepler började därför med att försöka få ut en maximal volym på tunnorna med hjälp av grekernas matematik. Målet var att ställa upp en formel som gav volymen av tunnorna från avståndet d. Det gjorde han på följande sätt, han började med Pythagoras sats (se figur 2).
{\displaystyle d^{2}=\left({\frac {h}{2}}\right)^{2}+(2r)^{2}}

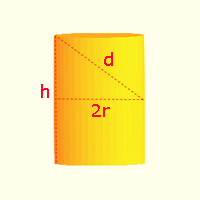
Figur 2. Pythagoras sats använd på en tunna

där d är avståndet från S och D, h är höjden och r är radien. Sedan approximerade han tunnorna till cylindrar
{\displaystyle \,\!V={\pi }{r^{2}}h.}
När han kombinerade dessa två kunde han få ut ett samband som gav volymen från höjden och avståndet d
{\displaystyle V=h\pi \left({\frac {d^{2}}{4}}-{\frac {h^{2}}{16}}\right)=\pi {\frac {{d^{2}}h}{4}}-\pi {\frac {h^{3}}{16}}.}
Sedan listade han ut var volymen var som störst. Detta var ett svårare problem på Keplers tid, eftersom derivatan inte uppfunnits än.  Kepler löste detta genom att testa sig fram, och se vilket värde som var störst. För att göra det hela lite enklare kan man titta på derivatan av volymen då d är samma avstånd
{\displaystyle V'=\pi {\frac {d^{2}}{4}}-\pi {\frac {3h^{2}}{16}}.}
Om volymen ska vara så stor som möjligt så måste derivatan vara noll, då måste
{\displaystyle \pi {\frac {d^{2}}{4}}=\pi {\frac {3h^{2}}{16}}}
{\displaystyle {\frac {d^{2}}{4}}={\frac {3h^{2}}{16}}}
{\displaystyle \,\!4d^{2}=3h^{2}}
det vill säga
{\displaystyle h={\frac {2}{\sqrt {3}}}d.}
När Kepler jämförde detta resultat med vintunnorna från sitt hemland, såg han att detta samband stämde för bra för att vara en slump. Han trodde att någon annan måste ha räknat på detta och kommit fram till samma sak. En annan sak som Kepler kom fram till vara att det var väldigt jobbigt att räkna fram maxvärdet på volymen, eftersom han inte hade tillgång till derivatan, så han bestämde sig för att hitta ett bättre sätt.

## Infinitesimalmetoden
Kepler kom att utveckla en idé som Arkimedes hade. Idén var att man kunde dela in objekt i delar, beräkna volymen av dessa, och sedan lägga ihop alla delarna och få den totala volymen. Men Kepler tog idén lite längre genom att göra delarna mindre och mindre. I första delen av Keplers bok Nova stereometria doliorum vinariorum så beskriver han hur man får ut arean av en cirkel med infinitesimalberäkningar.
Vad han gjorde var att dela in cirkel i lika stora cirkelsegment. Dessa segment var cirkelbågar, men om man gjorde delarna mindre och mindre, så kunde man betrakta bågarna som trianglar. Om man då tog dessa trianglar och adderade dem kunde de fylla en rektangel med höjden lika med radien för cirkel och basen lika med radien gånger pi. Då skulle man kunna få ut arean som:
{\displaystyle \,\!arean={\pi }r*r={\pi }r^{2}.}
Hur kunde då detta användas till att räkna ut volymer? Genom att dela in vintunnorna i cirklar med olika radier och addera dessa kan man få ut volymen på tunnan. Kepler stannade inte där, utan fortsatte och kom på hur man kunde räkna ut volymer på 93 olika volymformer, såsom torus (badringsform) och mycket annat. Det Kepler började, och som Cavalieri senare fortsatte, kom att lägga grunden till integralkalkylen.